# Dawsophila pygmaea
Dawsophila pygmaea är en svampart som beskrevs av Döbbeler 1981. Dawsophila pygmaea ingår i släktet Dawsophila, klassen Dothideomycetes, divisionen sporsäcksvampar och riket svampar.   Inga underarter finns listade i Catalogue of Life.